# Shedin Peak
Der Shedin Peak ist mit 2588 m der höchste Berg der Atna Range in den Skeena Mountains im Norden der kanadischen Provinz British Columbia, im Regional District of Bulkley-Nechako. Er liegt 77 km nördlich von Hazelton, an der Quelle des Rosenthal Creek, einem Zuflusses des Skeena River. Mit einer Schartenhöhe von 1798 m, deren Bezugspunkt der Bear-Driftwood Pass ist, gehört er zu den prominentesten Bergen Nordamerikas.